# Rišňovce
Rišňovce és un poble i municipi d'Eslovàquia que es troba a la regió de Nitra, al sud-oest del país. El 2021 tenia 2.096 habitants.

## Història
La primera menció escrita de la vila es remunta al 1272.

## Demografia
| Godina             | 1994 | 2004   | 2014   | 2024   |
| ------------------ | ---- | ------ | ------ | ------ |
| Nombre de persones | 1909 | 1988   | 2054   | 2132   |
| Diferència         |      | +4,13% | +3,31% | +3,79% |

| Godina             | 2023 | 2024   |
| ------------------ | ---- | ------ |
| Nombre de persones | 2121 | 2132   |
| Diferència         |      | +0,51% |